# Erik Madsen
Jan Erik Madsen (* 3. September 1975 in Ålesund) ist ein norwegischer Schauspieler.

## Leben
Erik Madsen wuchs in der westnorwegischen Stadt Ålesund auf. Nach seinem Schulabschluss absolvierte er von 1994 bis 1997 seine Schauspielausbildung an der Arts Educational Drama School in London.
Seit dem Jahr 2001 hat Madsen als Schauspieler vor der Kamera in bislang mehr als 40 Film- und Fernsehproduktionen mitgewirkt. Madsen ist auch als Synchronsprecher für Computerspiele aktiv, wie beispielsweise für Assassin’s Creed.
Madsen lebt in London. Neben seiner Muttersprache Norwegisch spricht er auch fließend Dänisch, Schwedisch, Englisch und Deutsch.

## Filmografie (Auswahl)
- 2001: Der Pfundskerl (Fernsehserie, 1 Folge)
- 2007: Hotel Cæsar (Fernsehserie, 4 Folgen)
- 2010: Kommissar Stolberg (Fernsehserie, 1 Folge)
- 2011: Notruf Hafenkante (Fernsehserie, 1 Folge)
- 2012: Pommes essen
- 2013: Lilyhammer (Fernsehserie, 4 Folgen)
- 2015: Arne Dahl (Fernsehserie, 2 Folgen)
- 2015: Unter anderen Umständen: Das verschwundene Kind (Fernsehserie)
- 2016: Großstadtrevier (Fernsehserie, 1 Folge)
- 2016: SOKO Köln (Fernsehserie, 1 Folge)
- 2016: SOKO Stuttgart (Fernsehserie, 1 Folge)
- 2017: The Last Kingdom (Fernsehserie, 4 Folgen)
- 2018: Britannia (Fernsehserie, 3 Folgen)
- 2018: Jenny – echt gerecht (Fernsehserie, 1 Folge)
- 2018: Mord im Mittsommer (Fernsehserie, 1 Folge)
- 2018: Small Town Criminals – Vollzeiteltern, Teilzeitgauner (Fernsehserie, 1 Folge)
- 2019: Vikings (Fernsehserie, 2 Folgen)
- 2020: Die Inselärztin (Fernsehserie, 2 Folgen)
- 2021: Retter der Meere: Tödliche Strandung
- 2023: Der Dänemark-Krimi: Blutlinie (TV-Reihe)
- 2023: Die Heiland – Wir sind Anwalt (Fernsehserie, 1 Folge)
- 2023: Die Saat – Tödliche Macht (Fernsehserie, 5 Folgen)
- 2024: Die Chefin (Fernsehserie, 1 Folge)
- 2025: Friesland: Abdrift
- 2025: Flucht aus Lissabon (Fernsehfilm)